# 2012년 1월
| 2012년: 1월 · 2월 · 3월 · 4월 · 5월 · 6월 · 7월 · 8월 · 9월 · 10월 · 11월 · 12월 |

| <           | 2012년 1월  | 2012년 1월 | 2012년 1월 | 2012년 1월 | 2012년 1월 | >          |
| 일          | 월          | 화         | 수         | 목         | 금         | 토         |
| 1 12.8 신유 | 2 9 임술    | 3 10 계해  | 4 11 갑자  | 5 12 을축  | 6 13 병인  | 7 14 정묘  |
| 8 15 무진   | 9 16 기사   | 10 17 경오 | 11 18 신미 | 12 19 임신 | 13 20 계유 | 14 21 갑술 |
| 15 22 을해  | 16 23 병자  | 17 24 정축 | 18 25 무인 | 19 26 기묘 | 20 27 경진 | 21 28 신사 |
| 22 29 임오  | 23 1.1 계미 | 24 2 갑신  | 25 3 을유  | 26 4 병술  | 27 5 정해  | 28 6 무자  |
| 29 7 기축   | 30 8 경인   | 31 9 신묘  |            |            |            |            |

| - 1월 2일 - 지관 - 1월 6일 - 최숙자 - 1월 9일 - 말람 바카이 산하 - 1월 10일 - 이규환 편집하기 |

## 2012년1월 30일(월요일)
사회
- MBC 노조가 총파업에 돌입하다.

경제
- 유럽 연합과 22개 국가가 위조품의 거래 방지에 관한 협정에 서명하고 폴란드에서 이에 항의하는 시위가 일어나다.

## 2012년1월 28일(토요일)
재난/재해
- 일본 도쿄 인근에서 규모 5.5의 지진이 발생하다.

## 2012년1월 27일(금요일)
사회
- 최시중 방송통신위원회 위원장이 사퇴하다.

군사/테러
- 이라크에 주둔중이던 미군 전원이 철수하다.

## 2012년1월 25일(수요일)
정치
- 한나라당이 당 이름을 변경하기로 결정하다.

## 2012년1월 22일(일요일)
군사/테러
- 나이지리아 북부 카노에서 이슬람 무장단체 보코 하람 주도로 폭탄 테러가 발생하여 180여명이 사망하다.

## 2012년1월 20일(금요일)
정치
- 중국 정부와 이란 정부가 베이징에서 핵 문제 해법과 관한 사항을 논의하다.

## 2012년1월 19일(목요일)
사회
- 구속되었던 곽노현 서울특별시 교육감이 1심에서 3000만원을 선고받고 석방되다.

국제
- 세계적으로 유명했던 카메라, 필름 회사인 코닥이 파산 보호 신청을 하였다.

## 2012년1월 18일(수요일)
경제
- 야후의 공동 설립자 제리 양이 야후 CEO에서 사퇴하다.

사회
- 아이티 포르토프랭스에서 덤브트럭이 차량 10대를 들이받고 인도로 돌진해 96명의 사상자가 발생하다.

## 2012년1월 16일(월요일)
사고
- 누리로 열차가 공전역 인근에서 멈춰서다.

사회
- 케이블TV업계의 재송신 중단으로 KBS2 가 16일 오후 3시부터 17일 저녁 7시까지 방송이 중단되는 사태가 발생하다.

## 2012년1월 15일(일요일)
정치
- 민주통합당이 고양 킨텍스에서 전당대회를 열어 한명숙을 당 대표로 선출하다.

사회
- 인천광역시 옹진군 자월도 근처 1마일 떨어진 해역을 운항 중이던 두라 3호에서 휘발유 유증기가 폭발하여, 3명이 숨지고 3명이 실종되다.

## 2012년1월 14일(토요일)
정치
- 중화민국 제13대 총통 선거에서 중국 국민당 소속 마잉주 총통이 재선에 성공하였고 동시에 실시된 입법위원 선거에서도 집권 국민당이 압승하다.

사회
- 이탈리아 근해에서 유람선이 침몰하여 11명이 숨지는 사고가 발생하다.

## 2012년1월 13일(금요일)
경제
- 유로존 13개국중 프랑스를 비롯한 9개국의 신용등급이 강등되다.

## 2012년1월 12일(목요일)
사회
- 배임 혐의로 기소된 정연주 전 KBS 사장에 대해 증거 불충분으로 무죄 판결이 내려지다.

## 2012년1월 11일(수요일)
재난/재해
- 인도네시아 수마트라 섬에서 지진이 발생하다.

## 2012년1월 10일(화요일)
스포츠
- 두산 베어스 소속 야구 선수 이규환이 충청남도 예산군에서 사망하다(매일경제신문).

## 2012년1월 9일(월요일)
정치
- 기니비사우의 대통령 말람 바카이 산하가 파리에서 사망하다.
- 이명박 대한민국 대통령이 2박 3일의 일정으로 중화인민공화국을 방문하다.

## 2012년1월 8일(일요일)
사회
- 서울특별시 주한일본대사관에 한 중국인이 화염병을 투척하는 사건이 발생하다.

## 2012년1월 7일(토요일)
사회
- 뉴질랜드의 카터턴에서 열기구가 추락해 11명이 사망하다.

## 2012년1월 5일(목요일)
정치
- 한나라당 고승덕의원이 한나라당 전당대회 돈봉투 의혹을 폭로하다.

재난/재해
- 브라질 상파울루 등 남동부 지역에서 집중 호우와 산사태로 피해가 속출하다.

사회
- 1993년 영국에서 발생한 흑인 청년을 살해한 혐의로 기소된 용의자 2명에 대해 영국 법원이 19년 만에 유죄 판결을 내렸다.[깨진 링크(과거 내용 찾기)]
- 호스니 무바라크 전 이집트 대통령에 대해 이집트 검찰이 사형을 구형하다.

## 2012년1월 4일(수요일)
정치/선거
- 미국 대선의 첫 관문인 아이오와 공화당 코커스에서 롬니가 승리하다.(KBS)

사회
- 튀르키예가 미국의 이란 제재 대상에서 예외로 해 줄 것을 요청하다.(YTN)

## 2012년1월 3일(화요일)
사회
- KTX가 신도림역 부근에서 영등포역 방향으로 역주행하는 사고가 발생하다.(KBS)
- 김근태 전 민주당 상임고문의 영결식이 엄수되다.(경향신문)
- 미국 북서부 레이니어 국립공원에서 총기난사 사건이 발생하다.(연합뉴스)

정치/선거
- 크리스토퍼 로익이 마셜 제도의 대통령에 당선되다.

## 2012년1월 2일(월요일)
사회
- 지관 스님이 서울 경국사에서 입적하다(연합뉴스).

## 2012년1월 1일(일요일)
재난/재해
- 일본에서 규모 7.0의 지진이 시즈오카현 시즈오카 남쪽 398km 해역에서 발생하다.

사회
- 충청남도 당진군이 당진시로, 충청북도 청원군 강외면이 오송읍으로 각각 승격하였고 충청북도 충주시 이류면은 대소원면으로 명칭을 변경하다.
- 대구 중학생 자살 사건의 가해자인 서군과 우군 등 2명이 구속되다.
- 대한민국에서 네이버, 다음, 네이트, 엔씨소프트, 한게임이 인터넷 익스플로러 6에 대한 지원을 중단하다.